# Гуд, Кертис
Кертис Эдвард Гуд (англ. Curtis Edward Good; 23 марта 1993, Мельбурн, Австралия) — австралийский футболист, защитник клуба «Мельбурн Сити». Рекордсмен «Мельбурн Сити» по количеству сыгранных матчей (176).

## Клубная карьера

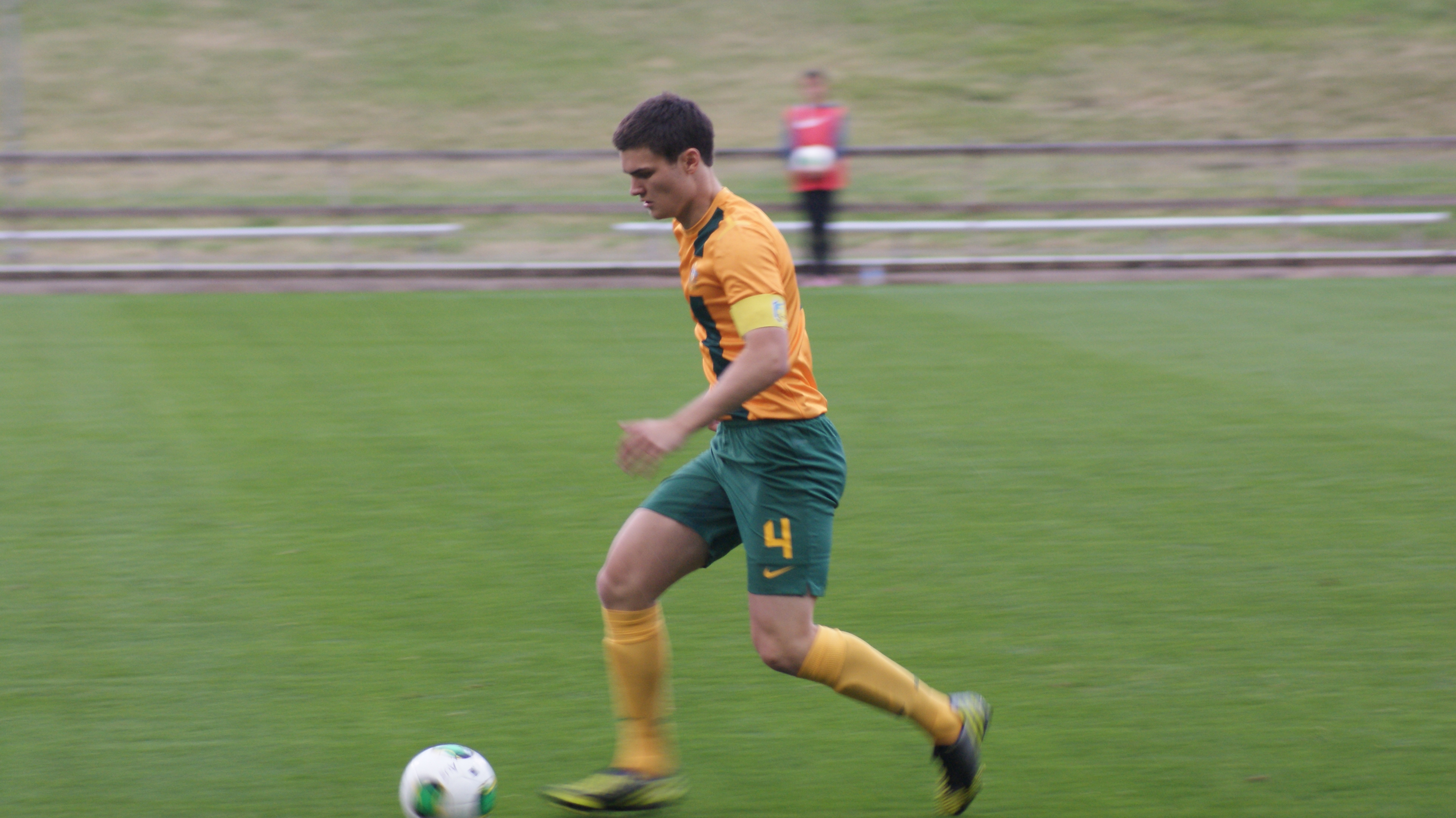
Гуд в составе сборной Австралии

Гуд начал играть в футбол в Австралийском спортивном институте. В 2011 году он начал карьеру в команде «Мельбурн Харт». 8 октября 2011 года в матче против «Ньюкасл Юнайтед Джетс» Кертис дебютировал в А-лиге. 2 марта 2012 года в поединке против «Брисбен Роар» Гуд забил свой первый гол за «сердца». Летом того же года английский «Ньюкасл Юнайтед» подписал Кертиса за 600 тыс. фунтов.
В ноябре для получения игровой практики Гуд перешёл в «Брэдфорд Сити» на правах аренды. 1 января 2013 года в матче против «Моркама» он дебютировал за новый клуб. За команду он провёл всего три игры, после чего вернулся в «Ньюкасл». 28 августа в поединке Кубка английской лиги против «Моркама» Кертис дебютировал за «сорок». В начале 2014 года Гуд на правах аренды перешёл в шотландский «Данди Юнайтед». 1 февраля в матче против «Партик Тисл» он дебютировал в шотландской Премьер-лиге. 15 февраля в поединке против «Килмарнока» Кертис забил свой первый гол за «Данди Юнайтед».
В марте 2014 года в своём дебютном матче за сборную Австралии Гуд получил тяжёлую травму бедра, из-за которой пропустил весь сезон 2014/2015. В феврале 2015 года в Колорадо, в той же клинике, где ранее оперировали Шолу Амеоби, ему была сделана операция на бедре. Летом 2015 года Гуд восстановился после травмы и собирался отправиться с «Ньюкаслом» на сборы в США, однако 10 июля, уже в первой предсезонной игре против «Гейтсхеда», у него случился рецидив травмы.

## Международная карьера
5 марта 2014 года в товарищеском матче против сборной Эквадора Гуд дебютировал за сборную Австралии.